# Aline Pettersson
Aline Pettersson es una escritora, narradora y poeta mexicana con raíces suecas, nacida el 11 de mayo de 1938 en la Ciudad de México, México. Ha colaborado en distintas publicaciones como periódicos, revistas y libros. A su vez, ha sido galardonada con algunos premios, entre ellos el Premio Gabriela Mistral de 1998.

## Trayectoria
Nació el 11 de mayo de 1930 en la Ciudad de México, de padre sueco y madre mexicana.[cita requerida]
Comenzó a tomar clases de manera informal en la Facultad de Filosofía y Letras de la UNAM, y posteriormente se matriculó en esta misma institución, dentro del sistema abierto, en la licenciatura en Letras.
Según lo ha indicado la propia autora, su producción escrita inició a finales de la década de 1960, con algunos artículos, pero su primera obra, Círculos, se publicó en 1977. Después, fue invitada por diversas publicaciones, como periódicos de circulación nacional y revistas institucionales, a participar en segmentos y suplementos, a la vez que continuaba elaborando su propia producción literaria.
Se desarrolló como becaria en el Centro Mexicano de Escritores (CME) de 1977 a 1978, y perteneció al Sistema Nacional de Creadores. Posteriormente, trabajó en el área de publicaciones para el Consejo Nacional de Ciencia y Tecnología (CONACyT), así como algunos cargos al interior de la Secretaría de Educación Pública (SEP). También se desempeñó como profesora en la Escuela de Escritores de la Sociedad General de Escritores de México (Siguen), en la Ciudad de México.

## Obra

### Novela
- Círculos (1977)[8]
- Casi en Silencio (1980)
- Proyectos de muerte (1983)
- Los colores ocultos (1986)
- Sobre ella misma (1986)
- Piedra que rueda (1990)
- Querida familia (1991)
- La noche de las hormigas (1996)
- Mistificaciones (1996)
- Colores y sobras. Tres novelas (1998)
- Las muertes de Natalia Bauer (2006)
- Deseo (2011)
- A la intemperie (2014)

### Poesía
- Tres poemas (1985)[8]
- Cautiva estoy de mí (1988)
- Enmudeció mi playa (2000)
- Recuento (2002)
- Estancias del tiempo (2003)
- Cartas a mi madre (2007)
- Ya era tarde (2013)

### Cuento
- Clara y el cangrejo (1990)[8]
- Más allá de la mirada (1992)
- Ontario, la mariposa viajera (1993)
- Aline Petterson (1995)
- Renata y su gato (1996)
- Fer y la princesa (1997)
- La princesa era traviesa (1998)
- Tiempo robado (1999)
- El papalote y el nopal (2000)
- Renata y sus curitas (2000)
- Renata y su sorpresa (2001)
- Renata y su día al revés (2002)
- Los anteojos de Mariflor (2003)
- Las batallas de Andrés (2004)

### Narrativa
- Viajes paralelos (2002)

### Autobiografía
- Aline Pettersson. De cuerpo entero (1990)